# Aphanocephalus wollastoni
Aphanocephalus wollastoni is een keversoort uit de familie Discolomatidae. De wetenschappelijke naam van de soort is voor het eerst geldig gepubliceerd in 1873 door Rye.